# NGC 1742
NGC 1742 是猎户座的一個星系，1866年由愛爾蘭天文學家羅伯特·斯德威爾·鮑爾記錄，後由初版天體新總表（NGC）收錄。
鮑爾將此星系標定於距NGC 1740星系60"遠處，但德雷耳編製新總表時，誤用赫歇爾的NGC 1740坐標，與實際位置相差15"，結果新總表中NGC 1742的坐標也差了15"。